# HD 31373
HD 31373，又名BD+14 787，SAO 94212、HR 1576，是一颗恒星，视星等为5.81，位于銀經185.24，銀緯-17.28，其B1900.0坐标为赤經4h 50m 8.6s，赤緯+14° -17.28′ 49″。